# Puerto Rican Style
Der Puerto Rican Style wird auf Spanisch auch „salsa puertorriqueña“ genannt. Grundschritt und Tanzfiguren entsprechen dem New York Style, er wird insgesamt aber offener getanzt. Die Partner präsentieren sich hier voreinander wirkungsvoll durch ausgefeilte Schrittkombinationen. Puerto-ricanische Tänzer tanzen weniger punktsymmetrisch und brauchen bei ihren Figuren oft mehr Platz. Ein wichtiger Vertreter dieses Tanzstils ist Felipe Polanco.